# Město Albrechtice (starý zámek)
Starý albrechtický zámek stával ve Městě Albrechticích, západně od autobusového nádraží.

## Historie
Albrechtice jsou poprvé zmiňovány roku 1377 jako majetek Linharta z Rovna. Zda už v té době stála tvrz, která předcházela zámku, není známo. Dá se ale předpokládat, že někdy kolem toho roku převzala funkci hradu Luginslandu. Na začátku 15. století získal panství slezský rod Stošů z Kounic a roku 1429 pravděpodobně na albrechtické tvrzi upsal císař Zikmund Půtovi III. z Častolovic 400 kop grošů. Za česko-uherských válek podporoval Jiří Stoš z Kounic krále Jiřího z Poděbrad. Na konci srpna 1474 tvrz vypálilo uherské vojsko. Jiří Stoš byl zajat a o jeho propuštění se musel přimlouvat vratislavský biskup. Panství však zůstalo ve vlastnictví uherského krále Matyáše Korvína. 
V roce 1492 bylo ve vlastnictví Adolfa Mrakoty ze Studnic a roku 1498 Arnošta Mrakoty ze Studnic. V roce 1492 obdržel Adolf Mrakota od krále Vladislava Jagellonského městská práva a od toho roku se uvádí Město Albrechtice. Roku 1503 se novým majitelem stal Jan Sup z Fulštejna a za Supů z Fulštejna došlo k přestavbě tvrze na renesanční opevněný zámek. Roku 1582 zámek zdědila Alžběta Supová z Fulštejna a po ní její syn Jan Kryštof z Valdštejna, jenž se v letech 1618–1620 během stavovského povstání postavil proti císaři. Po Bílé hoře byl vyhnán ze země a zkonfiskovaný majetek císař Ferdinand II. roku 1622 postoupil arcivévodovi Karlovi, biskupu vratislavskému a brixenskému a velmistru řádu německých rytířů. Ten roku 1623 majetek přenechal jezuitům, v jejich vlastnictví panství bylo až do zrušení řádu v roce 1773. Jezuité na zámku provedli pouze drobné barokní úpravy. Po zrušení řádu se zámek a město staly majetkem Studijního fondu nadačního a roku 1824 panství odkoupil Karel Traugott Skrbenský z Hříště, ovšem už roku 1825 jsou novými majiteli opavští podnikatelé Vincent Tlacha a Vincent Keil. Ti v té době už vlastnili Ondřejovice. Ti ve městě postavili nový zámek a ten starý pronajali státu, který tu měl nejprve vojenské skladiště a poté zde byl zřízen Slezský zemský ústav pro choromyslné (1873–1889) a Slezská zemská polepšovna (90. léta 19. století) a nakonec byty. V roce 1945 potomci Vincenta Tlachy na základě Benešových dekretů o zámek přišli a ten využíval státní statek a ČSAD. V roce 1956 bylo zničeno opevnění a v roce 1980 došlo také ke zboření zchátralého zámku.

## Popis
Šlo o patrovou čtyřkřídlou budovu, která spíše než svojí podobou byla zajímavá opevněním. Opevnění tvořil dvojitý příkop, mezi nimiž se nacházel val. Korunu valu spojoval se zámkem na západě úzký spojovací trakt. Uprostřed ramen vnějšího příkop se nacházely dva až čtyři zemní rondely, které se nacházely na vstupní straně a tudíž je možné je interpretovat jako barbakán.